# Miomantis brunni
Miomantis brunni es una especie de mantis de la familia Mantidae.

## Distribución geográfica
Se encuentra en Angola, Kenia, Congo Ruwenzori y  Uganda.